# Paweł Landowski
Paweł Landowski ps. Pawełek, Bugajczyk, Kosa, (ur. 4 czerwca 1843 w Łęczycy, zm. 2 kwietnia 1894 w Paryżu) – polski lekarz ginekolog, powstaniec styczniowy, działacz polityczny, publicysta i zesłaniec.

## Życiorys
Był synem zdymisjonowanego lekarza wojskowego pochodzenia żydowskiego, wyznania luterańskiego oraz bratem Edwarda Landowskiego. Od 1860 studiował medycynę w Warszawie. W latach 1861–1862 członek organizacji akademików współpracujących z Ludwikiem Mierosławskim.

### Powstanie styczniowe i zesłanie (1863–1874)
W maju 1863 członek „komisji powstańczej”, która dążyła do obalenia Rządu Narodowego i przywrócenia Mierosławskiego. 16 czerwca 1863 został naczelnikiem straży narodowej i na czele oddziału 250 ludzi miał osłaniać Rząd Narodowy (Karola Majewskiego) przed zamachami lewicy. Straż narodowa miała także wykonywać wyroki śmierci. Odegrał czołową rolę w zamachu na Fiodora Berga w Warszawie. 15 października 1863 roku otrzymał rozkaz przejścia do partyzantki wraz z całą strażą narodową. 27 lutego 1864 aresztowany. Sąd wojenny skazał go na 15 lat katorgi. W transporcie do Warszawy został rozpoznany. Komisja śledcza oskarżyła go o próbę otrucia namiestnika Aleksandra Lüdersa, zamach na oberpolicmajstra warszawskiego Zygmunta Piłsudskiego i zamachy na Aleksandra Wielopolskiego. W czasie przesłuchania, chcąc ratować samego siebie podał nazwiska wielu osób jeszcze nieobciążonych. 13 sierpnia skazany na karę śmierci, ułaskawiony 17 sierpnia tuż przed wykonaniem wyroku, na skutek interwencji matki u żony cara Aleksandra II Romanowa i cesarzowej austriackiej Elżbiety. Zesłany na 20 lat katorgi.

### Emigracja (1874–1894)
W 1874 wyjechał do Francji, gdzie w Montpellier ukończył studia medyczne i obronił pracę doktorską. W Paryżu był ginekologiem i właścicielem lecznicy. Był autorem wielu cenionych prac naukowych, drukowanych m.in. w Journal Thérapeutique, którego przez 6 lat był redaktorem naczelnym.
Zmarł 2 kwietnia 1894 w Paryżu w wieku 50 lat.